# 金陵八家
金陵八家指明末清初南京画坛的八位畫家。

## 生平
所谓金陵八家，是对于当时金陵画坛的一種泛稱，其人數遠超過八位。周亮工最早列举八人，即：张修、谢成、樊沂、高岑、吴宏、樊圻、胡慥、邹喆，此八人是最早列为“金陵八家”之名录。另一說，美術史公認的八家是龚贤、樊圻、高岑、邹喆、吴宏、叶欣、胡造、谢荪八人，世称之为“金陵画派”。但为了与现代以傅抱石、钱松岩等的”金陵画派”区别开，多称其为“老金陵画派”。